# David Cronenberg's Wife
David Cronenberg's Wife est un groupe d'anti-folk et de post-punk britannique, originaire d'Angleterre. C'est une idée originale du compositeur Tom Mayne, né à Stockport. Le groupe est composé de Tom Mayne (guitare et voix), Stuart Saunderson (batterie), Thom Alder (violon) et Amy Boules (basse).

## Biographie
Ayant déménagé à Londres, poursuivant un passé confidentiel au nord de l'Angleterre, Mayne forme DCW à la fin 2002. Avec un entourage de musiciens pervers et des chansons drôles et dérangeantes, David Cronenberg's Wife est devenu un pilier de la scène anti-folk de Londres, avec Filthy Pedro, JJ Crash et Milk Kan.
Décrites par Mark Lamarr de la BBC Radio 2 sous la phrase « où le génie rencontre l'idiotie », les paroles du groupe mêlent des sujets sombre (anorexie, meurtre, viol) et de l'humour sous la ceinture. Ils publient leur premier single, I Couldn't Get Off, en 2007, suivi par deux autres singles et un premier album, Bluebeard's Rooms, en 2008. L'album est enregistré par Simon Trought (ex-Tompaulin et Hayman, Watkins, Trout et Lee) et le guitariste de Dot Allison, Ian Button (ex-Thrashing Doves et Death in Vegas), et décrit par le magazine The Fly comme l'« un des albums de l'année ». D'autres critiques, cependant, n'apprécieront pas les sujets sombres et l'« imagerie répugnante ». En août 2009, le groupe publie un quatrième single, The Fight Song, et joue à la seconde session 6Music de Marc Riley.
Leur deuxième album, Hypnagogues, est publié en novembre 2009, et une touche plus personnelle dans les paroles et un son moins agressif, presque proche de la country alternative sur certaines chansons. Le NME le considère comme « un travail prometteur en cours », et Drowned in Sound nomme la chanson d'introduction Sweden (sixième single du groupe) l'« une des chansons de l'année ».
Leur troisième album, Don't Wait to be Hunted to Hide, est publié en décembre 2012 et contient le single le plus controversé du groupe, Spiked, qui décrit un viol vu par l'agresseur. Les thèmes de l'album seront tels qu'un critique ira même jusqu'à dire que « c'est le plus controversé que j'ai jamais entendu dans l'année ». En décembre 2012, le groupe joue en soutien à The Fall au Islington Assembly Hall.

## Discographie

### Albums studio
- 2008 : Bluebeard's Rooms (CD/téléchargement) (Blang Records)
- 2009 : Hypnagogues (CD/téléchargement) (Blang Records)
- 2012 : Don't Wait to be Hunted to Hide (CD/téléchargement) (Blang Records)

### Singles
- 2007 : I Couldn't Get Off / My Date With Jenna Bush / I'm on the Booze, Mama [Norwood version, mix No. 2] / My Ukrainian Girlfriend (Blang Records)

### Apparitions
- 2006 : Sweden [Version 1] sur Fruit Machine (Blang Records - 2006)
- 2007 : Coming To Your Hometown [Norwood version] sur AFUK & I (Vol. 1) (AFUK Records)
- 2007 : I'm on the Booze, Mama [Norwood version, original mix] sur Somewhere Between Heaven and Woolworths (Fortune Teller Records)
- 2009 : I'm on the Booze, Mama [Album version] sur SWEETFA3 (Strummerville Charity compilation)
- 2010 : Suicide Stretch Out [Prison friendly mix] sur Breaking Rocks (Silverdoor Records)
- 2010 : The Diplomat sur Electio Pop (Helen Llewelyn Product 19)
- 2013 : Drawn Again (Original Version) sur Audio Antihero presents: "REGAL VS STEAMBOAT" for Rape Crisis (Audio Antihero)